# William Herbert Carruth
William Herbert Carruth (ur. 5 kwietnia 1859 w Osawatomie w stanie Kansas, zm. 15 grudnia 1924) – amerykański wykładowca i poeta. 
Studiował na Kansas University. Bakalaureat otrzymał w 1880, a magisterium w 1889. Doktorat zrobił w 1893 na Uniwersytecie Harvarda. Zajmował się filologią germańską. Wydał między innymi tomik Each in His Own Tongue (1909). Do jego najbardziej znanych wierszy należy utwór Dreamers of Dreams. Przetłumaczył z niemieckiego książkę Hermanna Gunkela The Legends of Genesis.